# 许世瑾
许世瑾（1903年—1988年），男，浙江绍兴人，中国卫生统计学家，曾任上海医科大学教授、博士生导师。